# Stainton with Adgarley
Stainton with Adgarley – wieś w Anglii, w Kumbrii. Leży 84 km na południe od miasta Carlisle i 357 km na północny zachód od Londynu.